# Дороги к прекрасному
«Дороги к прекрасному» — научно-популярная книжная серия, выпускавшаяся издательством «Искусство» в Москве в 1967—1995 годах (несколько книг выпущено Ленинградским отделением издательства).
Жанр книг можно определить как путеводители, историко-краеведческие, историко-архитектурные очерки. В основном они были посвящены памятникам архитектуры и истории, находящимся в стороне от популярных, «парадных» туристских маршрутов. Авторами книг были известные учёные — историки и искусствоведы, и краеведы — знатоки местной старины. Всего в создании книжной серии приняло участие шестьдесят авторов и соавторов.
Издавались книги маленьким, карманным форматом, в бумажной обложке жёлтого цвета (откуда обиходное название у библиофилов — «жёлтая серия»). Примерно в те же годы издавалась и так называемая «белая серия» — книги о памятниках архитектуры различных городов Советского Союза, такого же карманного формата, но в более дорогом исполнении, на мелованной бумаге и в картонном переплёте («Архитектурно-художественные памятники городов СССР»).

## Книги серии (по годам издания)

### 1967
- Цапенко М. П. По равнинам Десны и Сейма. — М.: Искусство, 1967. — 131 с. — (Дороги к прекрасному). — 40 000 экз.

### 1968
- Балдина О. Д. От Валдая до Старицы. — М.: Искусство, 1968. — 120 с. — (Дороги к прекрасному). — 60 000 экз.
- Герчук Ю. Я., Домшлак М. И. Художественные памятники Верхней Волги: (От Калинина до Ярославля). — М.: Искусство, 1968. — 128 с. — (Дороги к прекрасному). — 75 000 экз.
- Николаев Е. В. По Калужской земле: (От Боровска до Козельска). — М.: Искусство, 1968. — 136 с. — (Дороги к прекрасному). — 75 000 экз.

### 1969
- Кириллова Ю. М. Армения — открытый музей. — М.: Искусство, 1969. — 176 с. — (Дороги к прекрасному). — 65 000 экз.
- Марковин В. И. В стране вайнахов. — М.: Искусство, 1969. — 120 с. — (Дороги к прекрасному). — 50 000 экз.
- Подъяпольский С. С. По Сухоне и Северной Двине. — М.: Искусство, 1969. — 128 с. — (Дороги к прекрасному). — 85 000 экз.
- Смирнова Э. С. По берегам Онежского озера. — Л.: Искусство. Ленингр. отд-ние, 1969. — 136 с. — (Дороги к прекрасному). — 75 000 экз.
- Тиц А. А. По окраинным землям Владимирским: (Вязники, Мстера, Гороховец). — М.: Искусство, 1969. — 144 с. — (Дороги к прекрасному). — 100 000 экз.

### 1970
- Митлянский Д. Ю. По таджикским дорогам. — М.: Искусство, 1970. — 112 с. — (Дороги к прекрасному). — 50 000 экз.
- Николаев Е. В. По Калужской земле: (От Боровска до Козельска). — 2-е изд. — М.: Искусство, 1970. — 144 с. — (Дороги к прекрасному). — 100 000 экз.
- Цапенко М. П. По равнинам Десны и Сейма. — 2-е изд. — М.: Искусство, 1970. — 144 с. — (Дороги к прекрасному). — 50 000 экз.

### 1971
- Гнедовский Б. В., Добровольская Э. Д. Дорогами земли Вятской. — М.: Искусство, 1971. — 136 с. — (Дороги к прекрасному). — 75 000 экз.
- Косточкин В. В. Тропой легендарного Трувора: (Изборск, Малы, Сенно). — М.: Искусство, 1971. — 128 с. — (Дороги к прекрасному). — 50 000 экз.
- Мильчик М. И. По берегам Пинеги и Мезени. — Л.: Искусство. Ленингр. отд-ние, 1971. — 160 с. — (Дороги к прекрасному). — 100 000 экз.
- Поп И. И., Поп Д. И. В горах и долинах Закарпатья. — М.: Искусство, 1971. — 136 с. — (Дороги к прекрасному). — 75 000 экз.
- Тиц А. А. На земле древнего Галича: (Галич, Чухлома, Солигалич). — М.: Искусство, 1971. — 136 с. — (Дороги к прекрасному). — 75 000 экз.

### 1972
- Брюсова В. Г. По Олонецкой земле. — М.: Искусство, 1972. — 136 с. — (Дороги к прекрасному). — 75 000 экз.
- Галашевич А. А. Торопец и его окрестности. — М.: Искусство, 1972. — 136 с. — (Дороги к прекрасному). — 60 000 экз.
- Званцев М. П. Заволжье. — М.: Искусство, 1972. — 112 с. — (Дороги к прекрасному). — 75 000 экз.
- Косточкин В. В. Старым Смоленским трактом. — М.: Искусство, 1972. — 176 с. — (Дороги к прекрасному). — 75 000 экз.
- Цапенко М. П. Земля Брянская. — М.: Искусство, 1972. — 136 с. — (Дороги к прекрасному). — 75 000 экз.

### 1973
- Ильин М. А. Путь на Ростов Великий: (От Москвы до Александрова). — М.: Искусство, 1973. — 112 с. — (Дороги к прекрасному). — 75 000 экз.
- Чекалов А. К. По реке Кокшеньге: (Тарногский район Вологодской области). — М.: Искусство, 1973. — 120 с. — (Дороги к прекрасному). — 70 000 экз.

### 1974
- Алексеев Л. В. По Западной Двине и Днепру в Белоруссии. — М.: Искусство, 1974. — 144 с. — (Дороги к прекрасному). — 75 000 экз.
- Вагнер Г. К., Чугунов С. В. Рязанские достопамятности. — М.: Искусство, 1974. — 136 с. — (Дороги к прекрасному). — 75 000 экз.
- Гунн Г. П. Каргополье — Онега. — М.: Искусство, 1974. — 144 с. — (Дороги к прекрасному). — 75 000 экз.
- Кузнецов А. А. Верхняя Сванетия. — М.: Искусство, 1974. — 144 с. — (Дороги к прекрасному). — 75 000 экз.
- Кузнецов В. А. Путешествие в древний Иристон. — М.: Искусство, 1974. — 144 с. — (Дороги к прекрасному). — 75 000 экз.
- Либсон В. Я. По берегам Истры и её притоков. — М.: Искусство, 1974. — 144 с. — (Дороги к прекрасному). — 75 000 экз.
- Марковин В. И. Дорогами и тропами Дагестана. — М.: Искусство, 1974. — 184 с. — (Дороги к прекрасному). — 75 000 экз.

### 1975
- Галашевич А. А. Художественные памятники Селигерского края. — М.: Искусство, 1975. — 184 с. — (Дороги к прекрасному). — 75 000 экз.
- Гоберман Д. Н. По Молдавии. — Л.: Искусство, 1975. — 168 с. — (Дороги к прекрасному). — 50 000 экз.
- Ильин М. А. Путь на Ростов Великий: (От Александрова до Ростова Ярославского). — М.: Искусство, 1975. — 128 с. — (Дороги к прекрасному). — 75 000 экз.
- Косточкин В. В. Поясом немеркнущей славы: (Монументы рубежей Ленинградского фронта). — М.: Искусство, 1975. — 160 с. — (Дороги к прекрасному). — 75 000 экз.
- Морозкина Е. Н. Псковская земля. — М.: Искусство, 1975. — 168 с. — (Дороги к прекрасному). — 75 000 экз.

### 1976
- Герчук Ю. Я., Домшлак М. И. Художественные памятники Верхней Волги: (От Калинина до Ярославля). — 2-е изд., испр. и доп. — М.: Искусство, 1976. — 144 с. — (Дороги к прекрасному). — 75 000 экз.
- Дунаев М. М. На земле великой битвы: (Курская и Орловская области). — М.: Искусство, 1976. — 152 с. — (Дороги к прекрасному). — 75 000 экз.
- Зарипов М. Х., Миндубаев Ж. Б. От Ульяновска до Казани. — М.: Искусство, 1976. — 152 с. — (Дороги к прекрасному). — 75 000 экз.
- Цапенко М. П. По западным землям курским и белгородским. — М.: Искусство, 1976. — 144 с. — (Дороги к прекрасному). — 75 000 экз.

### 1977
- Кузнецов В. А. В верховьях Большого Зеленчука. — М.: Искусство, 1977. — 168 с. — (Дороги к прекрасному). — 75 000 экз.
- Матюшин Г. Н. Яшмовый пояс Урала. — М.: Искусство, 1977. — 176 с. — (Дороги к прекрасному). — 75 000 экз.

### 1978
- Воронов Ю. Н. В мире архитектурных памятников Абхазии. — М.: Искусство, 1978. — 176 с. — (Дороги к прекрасному). — 75 000 экз.
- Гнедовский Б. В., Добровольская Э. Д. Вокруг Архангельска. — М.: Искусство, 1978. — 184 с. — (Дороги к прекрасному). — 75 000 экз.
- Дунаев М. М. К югу от Москвы. — М.: Искусство, 1978. — 184 с. — (Дороги к прекрасному). — 75 000 экз.
- Казаринова В. И. От Плёса до Сараева. — М.: Искусство, 1978. — 136 с. — (Дороги к прекрасному). — 75 000 экз.

### 1979
- Гоберман Д. Н. По Гуцульщине. — Л.: Искусство, 1979. — 168 с. — (Дороги к прекрасному). — 75 000 экз.
- Гунн Г. П. По нижней Печоре. — М.: Искусство, 1979. — 160 с. — (Дороги к прекрасному). — 75 000 экз.
- Залетаев В. С. Древние и новые дороги Туркмении. — М.: Искусство, 1979. — 168 с. — (Дороги к прекрасному). — 75 000 экз.
- Разумовский Ф. В. Художественное наследие Серпуховской земли. — М.: Искусство, 1979. — 192 с. — (Дороги к прекрасному). — 75 000 экз.
- Янулайтис К.-А. По Неману в Литве. — М.: Искусство, 1979. — 168 с. — (Дороги к прекрасному). — 75 000 экз.

### 1980
- Вагнер Г. К., Чугунов С. В. По Оке от Коломны до Мурома. — М.: Искусство, 1980. — 184 с. — (Дороги к прекрасному). — 75 000 экз.
- Гнедовский Б. В., Добровольская Э. Д. Вверх по Енисею. — М.: Искусство, 1980. — 192 с. — (Дороги к прекрасному). — 75 000 экз.

### 1981
- Булкин В. А., Овсянников О. В. По Неве и Волхову. — Л.: Искусство, 1981. — 168 с. — (Дороги к прекрасному). — 75 000 экз.
- Заварихин С. П. Ворота в Сибирь. — М.: Искусство, 1981. — 160 с. — (Дороги к прекрасному). — 75 000 экз.
- Никитин В. П. Астрахань и её окрестности. — М.: Искусство, 1981. — 152 с. — (Дороги к прекрасному). — 75 000 экз.

### 1982
- Дунаев М. М., Разумовский Ф. В. В среднем течении Оки. — М.: Искусство, 1982. — 184 с. — (Дороги к прекрасному). — 85 000 экз.
- Малаков Д. В. По Брацлавщине: (От Винницы до Тульчина): Путеводитель. — М.: Искусство, 1982. — 176 с. — (Дороги к прекрасному). — 85 000 экз.
- Никитин В. П. Астрахань и её окрестности. — 2-е изд. — М.: Искусство, 1982. — 152 с. — (Дороги к прекрасному). — 50 000 экз.

### 1983
- Воронов А. А., Михайлова М. Б. Боспор Киммерийский. — М.: Искусство, 1983. — 184 с. — (Дороги к прекрасному). — 85 000 экз.
- Галашевич А. А. Художественные памятники Селигерского края. — 2-е изд. — М.: Искусство, 1983. — 192 с. — (Дороги к прекрасному). — 85 000 экз.
- Гоберман Д. Н. По Северной Буковине. — М.: Искусство, 1983. — 176 с. — (Дороги к прекрасному). — 85 000 экз.

### 1984
- Борисов Н. С. Окрестности Ярославля. — М.: Искусство, 1984. — 160 с. — (Дороги к прекрасному). — 85 000 экз.
- Гунн Г. П. Каргопольский озерный край. — М.: Искусство, 1984. — 184 с. — (Дороги к прекрасному). — 85 000 экз.

### 1985
- Пастухова З. И. По Смоленщине. — М.: Искусство, 1985. — 160 с. — (Дороги к прекрасному). — 85 000 экз.

### 1986
- Веникеев Е. В. Севастополь и его окрестности. — М.: Искусство, 1986. — 176 с. — (Дороги к прекрасному). — 200 000 экз.
- Дунаев М. М. К югу от Москвы. — 2-е изд. — М.: Искусство, 1986. — 176 с. — (Дороги к прекрасному). — 100 000 экз.
- Морозкина Е. Н. Псковская земля. — 2-е изд., перераб. и доп. — М.: Искусство, 1986. — 176 с. — (Дороги к прекрасному). — 85 000 экз.

### 1987
- Заварихин С. П. В древнем центре Сибири. — М.: Искусство, 1987. — 192 с. — (Дороги к прекрасному). — 150 000 экз.
- Кулишов В. И. В низовьях Дона. — М.: Искусство, 1987. — 176 с. — (Дороги к прекрасному). — 150 000 экз.
- Фадеева Т. М. По горному Крыму. — М.: Искусство, 1987. — 176 с. — (Дороги к прекрасному). — 85 000 экз.
- Федотова Т. П. Вокруг Ростова Великого. — М.: Искусство, 1987. — 160 с. — (Дороги к прекрасному). — 150 000 экз.

### 1988
- Малаков Д. В. По Восточному Подолью: (От Жмеринки до Могилева-Подольского). — М.: Искусство, 1988. — 168 с. — (Дороги к прекрасному). — 100 000 экз.
- Марковин В. И. Дорогами и тропами Дагестана. — 2-е изд. — М.: Искусство, 1988. — 200 с. — (Дороги к прекрасному). — 100 000 экз.
- Разумовский Ф. В. На берегах Оки: (От Серпухова до Каширы). — М.: Искусство, 1988. — 216 с. — (Дороги к прекрасному). — 100 000 экз.
- Тайван Л. Л. По Латгалии. — М.: Искусство, 1988. — 168 с. — (Дороги к прекрасному). — 100 000 экз.
- Чагин Г. Н. На древней пермской земле. — М.: Искусство, 1988. — 176 с. — (Дороги к прекрасному). — 125 000 экз.

### 1989
- Вагнер Г. К., Чугунов С. В. Рязанские достопамятности. — 2-е изд., перераб. и доп. — М.: Искусство, 1989. — 168 с. — (Дороги к прекрасному). — 75 000 экз. — ISBN 5-210-00025-7.
- Гунн Г. П. Каргополье — Онега. — 2-е изд. — М.: Искусство, 1989. — 168 с. — (Дороги к прекрасному). — 100 000 экз. — ISBN 5-210-00037-0.
- Лабынцев Ю. А. В глубинном Полесье: (Турово-Пинская земля). — М.: Искусство, 1989. — 160 с. — (Дороги к прекрасному). — 100 000 экз. — ISBN 5-210-00026-5.
- Рычков П. А. Дорогами Южной Ровенщины: (От Корца до Пляшевой). — М.: Искусство, 1989. — 176 с. — (Дороги к прекрасному). — 100 000 экз. — ISBN 5-210-00074-5.

### 1990
- Гречухин В. А. По реке Сить. — М.: Искусство, 1990. — 152 с. — (Дороги к прекрасному). — 100 000 экз. — ISBN 5-210-00305-1.
- Полунина Н. М. Живая старина Приангарья. — М.: Искусство, 1990. — 176 с. — (Дороги к прекрасному). — 100 000 экз. — ISBN 5-210-00301-9.
- Скопин В. В. На Соловецких островах. — М.: Искусство, 1990. — 200 с. — (Дороги к прекрасному). — 150 000 экз. — ISBN 5-210-00304-3.

### 1991
- Скопин В. В. На Соловецких островах. — М.: Искусство, 1991. — 200 с. — (Дороги к прекрасному). — Доп. тир. 150 000 экз. — ISBN 5-210-00304-3.

### 1992
- Разумовский Ф. В. Художественное наследие Серпуховской земли. — 2-е изд., перераб. и доп. — М.: Искусство, 1992. — 248 с. — (Дороги к прекрасному). — 50 000 экз. — ISBN 5-210-00038-9.

### 1995
- Борисов Н. С. От Ярославля до Вологды. — М.: Искусство, 1995. — 176 с. — (Дороги к прекрасному). — 3000 экз. — ISBN 5-210-02366-4.
- Вагнер Г. К., Чугунов С. В. Окраинными землями Рязанскими. — М.: Искусство, 1995. — 144 с. — (Дороги к прекрасному). — 3000 экз. — ISBN 5-210-01322-7.

## Неизданные выпуски
Готовилась в 1967, анонсировалась, но не вышла:
- Пуришев И. Б. Беломорье.

Были подготовлены к выпуску в начале 1990-х и анонсировались, но не были изданы:
- Малаков Д. В. С Подолии на Волынь (от Хмельника до Хмельницка).
- Рычков П. А. Кременец, Почаев и окрестности.
- Диваков В. Район Кавказских Минеральных вод.
- Кулишов В. И. Таганрог и его окрестности.

## Список книг серии по названиям
1. Армения — открытый музей. 1969
2. Астрахань и её окрестности. 1981/1; 1982/2
3. Боспор Киммерийский. 1983
4. В верховьях Большого Зеленчука. 1977
5. В глубинном Полесье. 1989
6. В горах и долинах Закарпатья. 1971
7. В древнем центре Сибири. 1987
8. В мире архитектурных памятников Абхазии. 1978
9. В низовьях Дона. 1987
10. В среднем течении Оки. 1982
11. В стране вайнахов. 1969
12. Вверх по Енисею. 1980
13. Верхняя Сванетия. 1974
14. Вокруг Архангельска. 1978
15. Вокруг Ростова Великого. 1987
16. Ворота в Сибирь. 1981
17. Дорогами земли Вятской. 1971
18. Дорогами и тропами Дагестана. 1974/1; 1988/2
19. Дорогами Южной Ровенщины. 1989
20. Древние и новые дороги Туркмении. 1979
21. Живая старина Приангарья. 1990
22. Заволжье. 1972
23. Земля Брянская. 1972
24. Каргополье — Онега. 1974/1; 1989/2
25. Каргопольский озёрный край. 1984
26. К югу от Москвы. 1978/1; 1986/2
27. На берегах Оки. 1988
28. На древней Пермской земле. 1988
29. На земле великой битвы. 1976
30. На земле древнего Галича. 1971
31. На Соловецких островах. 1990; 1991
32. Окраинными землями Рязанскими. 1995
33. Окрестности Ярославля. 1984
34. От Валдая до Старицы. 1968
35. От Плёса до Сараева. 1978
36. От Ульяновска до Казани. 1976
37. От Ярославля до Вологды. 1995
38. По берегам Истры и её притоков. 1974
39. По берегам Онежского озера. 1969
40. По берегам Пинеги и Мезени. 1971
41. По Брацлавщине. 1982
42. По Восточному Подолью. 1988
43. По горному Крыму. 1987
44. По Гуцульщине. 1979
45. По Западной Двине и Днепру в Белоруссии. 1974
46. По западным землям Курским и Белгородским. 1976
47. По Калужской земле. 1968/1; 1970/2
48. По Латгалии. 1988
49. По Молдавии. 1975
50. По Неве и Волхову. 1981
51. По Неману в Литве. 1979
52. По нижней Печоре. 1979
53. По Оке от Коломны до Мурома. 1980
54. По окраинным землям Владимирским. 1969
55. По Олонецкой земле. 1972
56. По равнинам Десны и Сейма. 1967/1; 1970/2
57. По реке Кокшеньге. 1973
58. По реке Сить. 1990
59. По Северной Буковине. 1983
60. По Смоленщине. 1985
61. По Сухоне и Северной Двине. 1969
62. По Таджикским дорогам. 1970
63. Поясом немеркнущей славы. 1975
64. Псковская земля. 1975/1; 1986/2
65. Путешествие в древний Иристон. 1974
66. Путь на Ростов Великий.(1 часть) 1973
67. Путь на Ростов Великий.(2 часть) 1975
68. Рязанские достопамятности. 1974/1; 1989/2
69. Севастополь и его окрестности. 1986
70. Старым Смоленским трактом. 1972
71. Торопец и его окрестности. 1972
72. Тропой легендарного Трувора. 1971
73. Художественное наследие Серпуховской земли. 1979/1; 1992/2
74. Художественные памятники Верхней Волги. 1968/1; 1976/2
75. Художественные памятники Селигерского края. 1975/1; 1983/2
76. Яшмовый пояс Урала. 1977

## Список авторов и соавторов книжной серии
- Алексеев, Леонид Васильевич (1921—2008)
- Балдина, Ольга Дмитриевна
- Борисов, Николай Сергеевич (род. 1952)
- Брюсова, Вера Григорьевна
- Булкин, Валентин Александрович
- Вагнер, Георгий Карлович (1908—1995)
- Веникеев, Евгений Витальевич (1937—1994) — севастопольский историк, архитектор, краевед, исследователь.
- Воронов, Александр Александрович
- Воронов, Юрий Николаевич (1941—1995)
- Галашевич, Артур Адамович (1937—2013)[1] – искусствовед и писатель, кандидат искусствоведения, профессор; директор Учебно-научного центра реставрации и экспертизы РГГУ.
- Герчук, Юрий Яковлевич (род. 1926)
- Гнедовский, Борис Васильевич (1914—1998)
- Гоберман, Давид Ноевич (1912—2003)
- Гречухин, Владимир Александрович (1941—2022) — писатель-краевед, публицист, журналист. Заслуженный работник культуры РФ[2].
- Гунн, Генрих Павлович (1930—2006)
- Домшлак, Мария Иосифовна (1928—2009)[3] — искусствовед, архитектор-реставратор, историк архитектуры, москвовед.
- Добровольская, Элла Дмитриевна
- Дунаев, Михаил Михайлович (1945—2008)
- Заварихин, Светозар Павлович (1937—2020)
- Залетаев, Владимир Сергеевич
- Зарипов, Марсель Харисович
- Званцев, Михаил Петрович
- Ильин, Михаил Андреевич
- Казаринова, Валентина Ивановна
- Кириллова, Юлия Михайловна
- Косточкин, Владимир Владимирович (1920—1992)
- Кузнецов, Александр Александрович (1926)
- Кузнецов, Владимир Александрович (1927)
- Кулишов, Владимир Иванович (1942—2009)
- Лабынцев, Юрий Андреевич
- Либсон, Владимир Яковлевич (1910—1991) — архитектор-реставратор
- Малаков, Дмитрий Васильевич (род. 1937)
- Марковин, Владимир Иванович (1922—2008) — археолог и художник
- Матюшин, Геральд Николаевич
- Мильчик, Михаил Исаевич
- Миндубаев, Жан Бареевич
- Митлянский, Даниэль Юдович (1924—2006)
- Михайлова, Мария Борисовна
- Морозкина, Елена Николаевна
- Никитин, Валерий Петрович
- Николаев, Евгений Викторович
- Овсянников, Олег Владимирович
- Пастухова, Зинаида Исааковна
- Подъяпольский, Сергей Сергеевич (1928—2002)
- Полунина, Надежда Михайловна
- Поп, Дмитрий Иванович
- Поп, Иван Иванович (род. 1938)
- Разумовский, Феликс Вельевич (род. 1954)
- Рычков, Пётр Анатольевич
- Скопин, Владимир Владимирович
- Смирнова, Энгелина Сергеевна (род. 1932)
- Тайван, Леон Леонович
- Тиц, Алексей Алексеевич
- Фадеева, Татьяна Михайловна
- Федотова, Татьяна Петровна
- Цапенко, Михаил Павлович (1907—1977)
- Чагин, Георгий Николаевич
- Чекалов, Александр Калимович (1928—1970)
- Чугунов, Сергей Васильевич (1924—2003)
- Янулайтис, Кестутис-Аугустинас